# Karlo II., španjolski kralj
Karlo II. (Madrid, 6. studenog 1661. – Madrid, 1. studenog 1700.), španjolski kralj, kralj Napulja i Sicilije, te španjolskog prekomorskog carstva. Na portretu je vidljiva abnormalno izdužena donja čeljust (tzv. čeljust Habsburgovaca), koja je simptom genetskoga poremećaja nastalog vjenčavanjem Habsburgovaca unutar svoje vlastite plemićke loze.  
Posljednji je potomak dinastije Habsburg na španjolskom prijestolju. Bio je sin Filipa IV. i Marije Austrijske. Španjolsko prijestolje nasljedio je po smrti svoga oca 1665., ali je sve do njegove punoljetnosti 1675. vladala njegova majka kao regentica.
Kako nije imao djece, javio se problem nasljedstva. 3. listopada 1700. sastavio je oporuku, kojom je za svoga nasljednika odredio Filipa, unuka Luja XIV i njegove žene španjolske infante Marije Tereze Austrijske, najstarije kćeri Filipa IV. i starije sestre Karla II. Nakon smrti Karla II., nadvojvoda austrijski Karlo (kasnije poznatiji kao Karlo VI., njemačko-rimski car), osporio je Filipu pravo na nasljedstvo, te time pokrenuo Rat za španjolsku baštinu. Rat je završio Mirom u Utrechtu 1713., a Filipu je potvrđeno pravo na španjolsku krunu (vladao kao Filip V.). 